# Ţarḩānī-ye Pā'īn
Ţarḩānī-ye Pā'īn (persiska: طَرهانئ سُفلَى, طَرهانئ پائين, طرحانی سفلی, Ţarhānī-ye Soflá, Ţarḩānī-ye Soflá, طرحانی پائین) är en ort i Iran.   Den ligger i provinsen Lorestan, i den västra delen av landet, 400 km sydväst om huvudstaden Teheran. Ţarḩānī-ye Pā'īn ligger 1 590 meter över havet och antalet invånare är 374.
Terrängen runt Ţarḩānī-ye Pā'īn är kuperad österut, men västerut är den platt. Runt Ţarḩānī-ye Pā'īn är det ganska tätbefolkat, med 72 invånare per kvadratkilometer. Närmaste större samhälle är Aleshtar, 1,9 km nordost om Ţarḩānī-ye Pā'īn. Trakten runt Ţarḩānī-ye Pā'īn består i huvudsak av gräsmarker.